# Ian Maatsen
Ian Ethan Maatsen (Vlaardingen, 10 maart 2002) is een Nederlands-Surinaams voetballer die doorgaans speelt als linksback. In juli 2024 verruilde hij Chelsea voor Aston Villa. Maatsen maakte in 2025 zijn debuut in het Nederlands voetbalelftal. Hij is een neef van voetballers Dalian Maatsen en Darren Maatsen.

## Clubcarrière

### Jeugd
Maatsen speelde in de jeugd van SV CWO tot hij werd opgenomen in de jeugdopleiding van Feyenoord. Hier werd hij in 2013 weggestuurd, onder meer omdat hij te klein zou zijn. Hierna ging hij bij Sparta Rotterdam spelen. Twee jaar later nam PSV hem over.

### Chelsea
Maatsen verkaste in de zomer van 2018 naar Chelsea. Bij de Engelse club mocht de verdediger op 25 september 2019 zijn debuut maken, in de EFL Cup. Tegen Grimsby Town won Chelsea met 7–1 door goals van Ross Barkley, Michy Batshuayi (tweemaal), Pedro Rodríguez, Kurt Zouma, Reece James en Callum Hudson-Odoi en een tegengoal van Matthew Green. Maatsen mocht van coach Frank Lampard twintig minuten na rust invallen voor Marcos Alonso. Hij verlengde op 10 maart 2020 zijn contract bij Chelsea tot medio 2024. In oktober 2020 werd hij verhuurd aan Charlton Athletic dat uitkomt in de League One. Het seizoen erop mocht Maatsen het een niveau hoger proberen, in het Championship bij Coventry City. Het gedegradeerde Burnley nam de vleugelverdediger in de zomer van 2022 op huurbasis over.
Na zijn terugkeer in de zomer van 2023 werd hij onder de nieuwe trainer Mauricio Pochettino een vast onderdeel van het eerste elftal. Zijn contract werd in oktober van dat jaar, toen hij zesmaal was ingevallen in de Premier League, opengebroken en met een jaar verlengd tot medio 2025.

### Borussia Dortmund
Na een eerste seizoenshelft met daarin twaalf gespeelde competitiewedstrijden werd Maatsen in januari 2024 voor het restant van de jaargang op huurbasis bij Borussia Dortmund ondergebracht. Met deze club bereikte hij de finale van de UEFA Champions League, waarin met 0–2 verloren werd van Real Madrid. Aan het einde van het seizoen werd de linksback opgenomen in het elftal van het jaar van de Champions League.

### Aston Villa
In de zomer van 2024 maakte hij voor een bedrag van circa 44,5 miljoen euro de overstap naar Aston Villa. Bij zijn nieuwe club tekende hij een contract voor zes seizoenen. Maatsen debuteerde voor Aston Villa op 17 augustus 2024, als invaller voor Lucas Digne in de uitwedstrijd tegen West Ham United in de Premier League (1–2). Op 12 maart 2025 maakte hij zijn eerste doelpunt voor de club, toen met 3–0 gewonnen werd van Club Brugge in de achtste finales van de UEFA Champions League.

## Clubstatistieken
| Seizoen | Club                | Competitie     | Competitie | Competitie | Beker | Beker | Internationaal | Internationaal | Totaal | Totaal |
| Seizoen | Club                | Competitie     | Wed.       | Dlp.       | Wed.  | Dlp.  | Wed.           | Dlp.           | Wed.   | Dlp.   |
| ------- | ------------------- | -------------- | ---------- | ---------- | ----- | ----- | -------------- | -------------- | ------ | ------ |
| 2019/20 | Chelsea             | Premier League | 0          | 0          | 1     | 0     | 0              | 0              | 1      | 0      |
| 2020/21 | → Charlton Athletic | League One     | 34         | 1          | 1     | 0     | —              | —              | 35     | 1      |
| 2021/22 | → Coventry City     | Championship   | 40         | 3          | 2     | 0     | —              | —              | 42     | 3      |
| 2022/23 | → Burnley           | Championship   | 39         | 4          | 3     | 0     | —              | —              | 42     | 4      |
| 2023/24 | Chelsea             | Premier League | 12         | 0          | 3     | 0     | —              | —              | 15     | 0      |
| 2023/24 | → Borussia Dortmund | Bundesliga     | 16         | 2          | 0     | 0     | 7              | 1              | 23     | 3      |
| 2024/25 | Aston Villa         | Premier League | 23         | 0          | 5     | 0     | 8              | 1              | 36     | 1      |
| Totaal  | Totaal              | Totaal         | 164        | 10         | 15    | 0     | 15             | 2              | 194    | 12     |

Bijgewerkt op 8 april 2025.

## Interlandcarrière
In september 2023 nam bondscoach Ronald Koeman Maatsen voor het eerst op in de selectie van het Nederlands elftal voor interlands tegen Griekenland en Ierland. Tijdens deze wedstrijden kwam hij niet in actie. Een maand later werd hij als vervanger voor de geblesseerd geraakte Steven Berghuis opnieuw opgeroepen, voor duels met Frankrijk en wederom Griekenland. Maatsen kwam ook in deze wedstrijden niet in actie.
In mei 2024 werd Maatsen door Koeman opgenomen in de voorselectie voor het EK 2024 in Duitsland Hij viel anderhalve week later af toen de definitieve selectie werd aangekondigd. Na het door een blessure wegvallen van Frenkie de Jong uit de selectie werd hij echter alsnog opgeroepen voor het EK. Nederland overleefde de groepsfase als een van de beste nummers drie na een zege op Polen (1–2), een gelijkspel tegen Frankrijk (0–0) en een nederlaag tegen Oostenrijk (2–3). Hierna werden achtereenvolgens Roemenië (0–3) en Turkije (2–1) verslagen, waarna Engeland in de halve finales met 1–2 te sterk was. Maatsen kwam niet in actie. Zijn toenmalige clubgenoten Niclas Füllkrug, Nico Schlotterbeck, Emre Can (allen Duitsland), Gregor Kobel (Zwitserland), Donyell Malen (eveneens Nederland), Marcel Sabitzer (Oostenrijk) en Salih Özcan (Turkije) waren ook actief op het EK.
Maatsen werd op 21 maart 2025 door Koeman opgeroepen voor de UEFA Nations League-wedstrijd tegen Spanje van twee dagen later als vervanger voor de zieke Jurriën Timber en de geschorste Jorrel Hato. In die wedstrijd maakte hij ook zijn debuut, want hij mocht in de basis beginnen. In de negenenzeventigste minuut maakte hij de 2–2 op aangeven van Xavi Simons. Nederland kwam drie keer terug van een achterstand, dwong een verlenging en een strafschoppenserie af, waarin Spanje met 5–4 won. Maatsen kreeg lovende kritieken in diverse Nederlandse media.
| Interlands van Ian Maatsen voor Nederland | Interlands van Ian Maatsen voor Nederland | Interlands van Ian Maatsen voor Nederland | Interlands van Ian Maatsen voor Nederland | Interlands van Ian Maatsen voor Nederland | Interlands van Ian Maatsen voor Nederland | Interlands van Ian Maatsen voor Nederland |
| №                                         | Datum                                     | Wedstrijd                                 | Uitslag                                   | Competitie                                | Goals                                     |                                           |
| Als speler bij Aston Villa                | Als speler bij Aston Villa                | Als speler bij Aston Villa                | Als speler bij Aston Villa                | Als speler bij Aston Villa                | Als speler bij Aston Villa                | Als speler bij Aston Villa                |
| ----------------------------------------- | ----------------------------------------- | ----------------------------------------- | ----------------------------------------- | ----------------------------------------- | ----------------------------------------- | ----------------------------------------- |
| 1                                         | 23 maart 2025                             | Spanje – Nederland                        | 3 – 3 (5 – 4 n.s.)                        | Nations League 2024/25                    | 79'                                       |                                           |

Bijgewerkt op 8 april 2025.

## Privé
Maatsen is via zijn vader Edward van Surinaamse afkomst en via zijn moeder Wendy van Indonesische afkomst. Hij heeft sinds 2023 een relatie met de Nederlands-Dominicaanse Emely Tuinder, met wie hij een jaar later in verwachting raakte. Op 2 januari 2025 werd hij vader.